# Isometrum nanchuanicum
Isometrum nanchuanicum là một loài thực vật có hoa trong họ Tai voi. Loài này được K.Y. Pan & Z.Y. Liu mô tả khoa học đầu tiên năm 1995.